# Stowford Cider

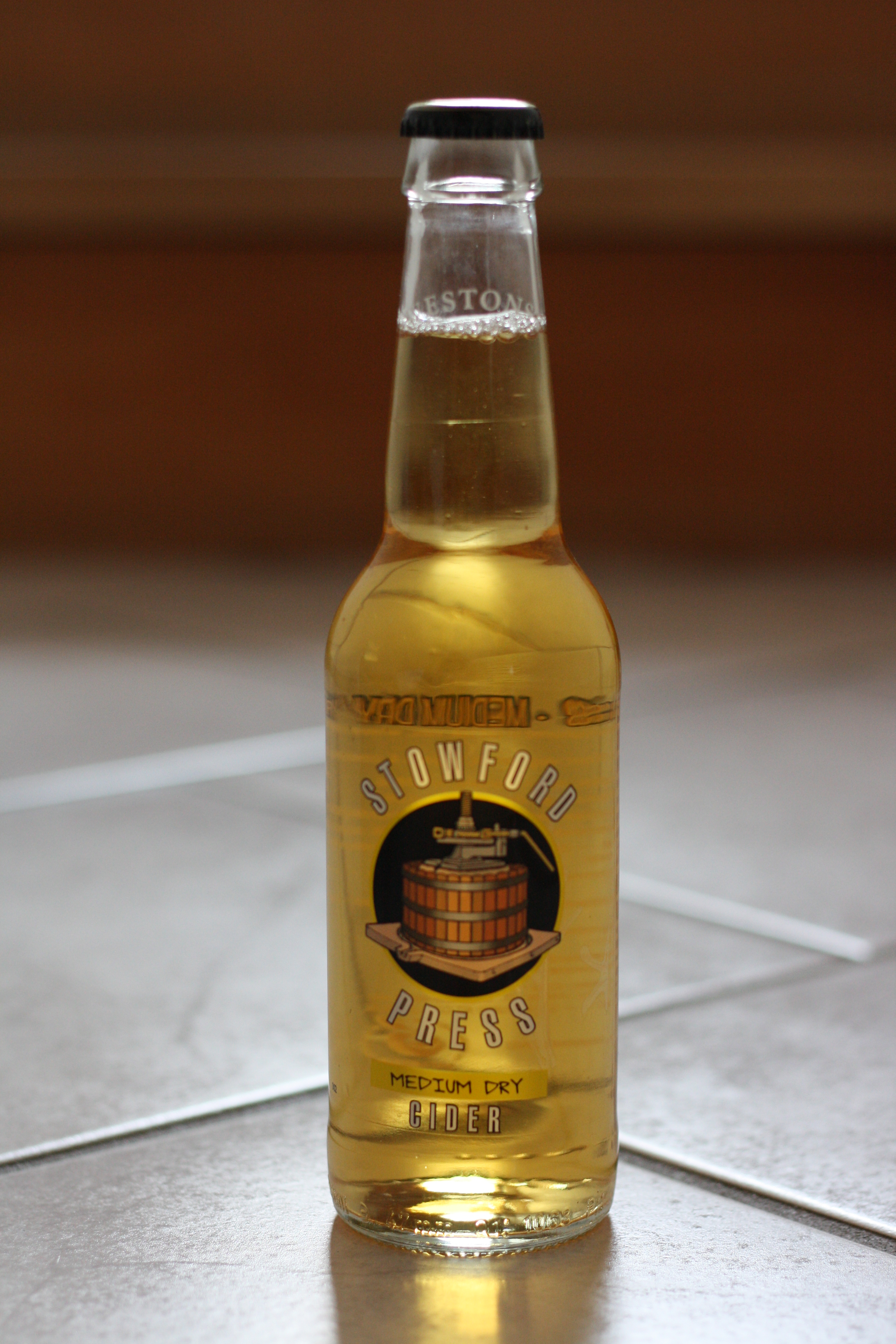
0,33-l-Flasche Stowford Cider

Stowford ist ein Cider, der durch die Guinness-Brauereien vertrieben wird. Die Herstellung liegt immer noch in den Händen der H. Weston & Sons Ltd. in Herefordshire, England.
Mit einem Alkoholgehalt von 4,5 % Volumenprozent und einem trockeneren Geschmack wird es als Medium Dry Cider bezeichnet.

## Herstellung
Für die Herstellung werden zwei extra für die Verarbeitung angebaute Apfelsorten verwendet. Die Reifung vollzieht sich traditionell in Eichenfässern.

## Geschichte
Westons Cider wurde 1880 in Herefordshire von Henry Weston gegründet. Seit 1996 ist Helen Thomas, Ur-Enkelin von Henry Weston Managing Director von Westons Cider.

## Verbreitung in Deutschland
In Irish Pubs in Deutschland wird oft Stowford ausgeschenkt. Der Grund liegt in der Verbindung zum Guinness- und damit zum Diageo-Konzern, über den die Getränkegroßhändler die Exportbiere beziehen.